# Гражданская война в Парагвае (1947)
Гражданская война в Парагвае (исп. Guerra civil paraguaya de 1947) или Революция пинанди — вооружённый конфликт между общественно-политическими силами в Парагвае в период между мартом и августом 1947 года.

## Предпосылки конфликта
После поражения режима «Февральской революции» в армии существовало две тенденции: одна институционалистского характера, стремившаяся к процессу перемен с гражданским участием, а другая чисто военная и авторитарная тенденция. В 1940 году Ихинио Мориниго воспользовался этими обстоятельствами, чтобы захватить власть; он приостановил действие конституции и запретил политические партии. Правление Мориниго сопровождалось многочисленными беспорядками, забастовками и студенческими волнениями. В феврале-апреле 1944 года произошел ряд рабочих забастовок в столице Парагвая Асунсьоне. В феврале 1945 года состоялась всеобщая забастовка, «направленная против декрета Мориниго о строгом контроле правительства над профсоюзами и об отчислении 3 % от заработной платы рабочих в государственный фонд социального обеспечения». Забастовка была жестоко подавлена, профсоюзы разогнаны, а около 700 забастовщиков брошены в концентрационные лагеря в Чако.
Поражение нацистской Германии и триумф союзных войск во Второй мировой войне вынудили диктатуру Мориниго пойти на некоторые уступки. Была разрешена легальная деятельность запрещённых партий — Либеральной и Фебреристской. Также были изгнаны из государственного сектора симпатизирующие нацистам, и восстановлена свобода слова. Под давлением оппозиционных партий и Движения молодых офицеров, возникшего в том же году в армии и ставившего своей целью восстановление демократических свобод, в стране было создано коалиционное правительство из представителей армии, лидеров «Колорадо» и Фебреристской партии (Либеральная партия не была допущена к руководству страной).
Однако к концу 1946 года Мориниго нарушил данные им обязательства. В декабре 1946 Мориниго и партия «Колорадо» при поддержке своих партийных военизированных группировок Py Nandi и Гион Рохо попытались совершить государственный переворот, который не увенчался успехом. Фебреристская партия заявила протест и 11 февраля 1947 года вышла из правительства, после чего в отношении противников режима возобновились репрессии и террор. В стране было введено осадное положение и запрещены все оппозиционные партии. Это привело к взрыву возмущения, массовым вооружённым выступлениям, переросшим затем в гражданскую войну.
Фебреристы немедленно сформировали коалицию с Либеральной и Коммунистической партией против Мориниго. Рафаэль Франко возглавил восстание, которое стало гражданской войной, после того как вооружённые силы Парагвая, которые ранее оставались лояльными к правительству, разделились, причём большая часть военно-морского флота и пехоты поддержала выступление повстанцев. На стороне повстанцев были все политические партии, за исключением Колорадо, большинство банкиров и предпринимателей и 80 % офицеров. Четыре из одиннадцати армейских дивизий присоединились к повстанцам.
На стороне правительства были Колорадо, три кавалерийские дивизии в Кампу-Гранди, три дивизии (пехотная, связистов и инженерная) в Асунсьоне и артиллерийский дивизион из Парагуари.

## Ход военных действий
Восстание началось 7 марта 1947 года с нападения молодых фебреристов на полицейские участки. 8 марта 1947 года в городе Консепсьон и провинции Чако восстали 1-я «Camacho» (состоящая из двух полков) и 2-я «Concepcion» (состоящая из двух полков) пехотные дивизии, которых поддержали части ВМС, ВВС и союз Либеральной, Фебреристской и Коммунистической партий. Власть перешла в руки восставших. Повстанцы поначалу не пытались атаковать Асунсьон, хотя это был центр власти. Только через месяц, 3 апреля, была образована Военная правительственная хунта в составе трех членов во главе с полковником С. Вильагра, которая объявила временной столицей город Консепсьон. Восставшие выдвинули требования о «демократизации страны и проведения свободных выборов в Учредительное собрание». Революционеры начали боевые действия лишь в апреле, заняв районы департамента Консепсьон и Сан-Педро. Некоторым их частям удалось добраться до Виллеты.
27 апреля флот присоединился к восстанию и обстрелял Асунсьон; в трехдневных боях он был отбит прибывшим из Парагуари артиллерийским дивизионом под командованием генерала Альфредо Стресснера.
Тем временем правительство генерала Мориниго, столкнувшись с восстанием почти 80% вооруженных сил, начало запрашивать помощь оружием у США и Бразилии для вооружения своих контингентов гражданских добровольцев. Правительственная пропаганда утверждала, что восстание было коммунистическим. Партия Колорадо, которая поддерживала правительство, призвала своих членов выступить на защиту власти. Тысячи добровольцев, большинство из которых — бывшие участники войны в Чако, записались в армию. Латиноамериканские государства предложили свои посреднические услуги, но они не были приняты правительством Мориниго, которое потребовало полной капитуляции повстанцев перед началом переговоров.
Правительство Мориниго бросило на подавление восстания Первый армейский корпус. В зону боевых действий были также направлены ещё две дивизии и отдельные войсковые части. Кроме того, на стороне правительства активно сражались отряды «Гион Рохо», пополненные частью крестьянства, так называемых пинаниди. Хуан Перон, президент Аргентины, отправил в Парагвай два корабля с оружием для поддержки обороны Асунсьона: «Гранвиль» и «Драммонд». Пинанди, собранные в Асунсьоне и сформированные в двадцатитысячную армию с оружием, полученным от правительства, двинулись на Консепсьон, который бомбардировался правительственной авиацией, и взяли город. 
В конце июля, когда революционеры оказались почти в окружении, они погрузились на всевозможные плавательные средства, со всем своим оружием и лошадьми, и отплыли в сторону Асунсьона по реке Парагвай. Они планировали атаковать Асунсьон, из которого на север были отправлены основные контингенты правительственных войск, и считалось, что он будет незащищенным. На подходе к Асунсьону отсутствие связи и открытая недисциплинированность среди повстанческих сил усугубились. 15 августа запланированная атака на город не состоялась, поскольку некоторые части отказались подчиняться приказам Рафаэля Франко. 
Узнав о подходе революционеров, правительство приказало своим войскам на севере вернуться в столицу, несмотря на то, что их разделяло около 450 километров. В это же время прибыло автоматическое оружие, ручные и станковые пулеметы, минометы аргентинского производства, что позволило правительству 16-17 августа возобновить атаку на силы повстанцев. Революционеры постепенно потеряли свои позиции и, не имея возможности продвинуться на Асунсьон, решили отступить к Виллете с целью перегруппировки и новой атаки. Однако в связи с деморализацией революционных войск отступление превратилось в паническое бегство. Отступление столкнулось с жестоким преследованием со стороны правительственных войск, которые убивали как здоровых, так и раненых, и сдавшихся солдат. 18 августа верная правительству армия сообщила, что она вернула аэропорты. 19 августа флот повстанцев, вошедший в порт Асунсьона, сдался правительственным силам.

## Результаты
Основной причиной поражения восстания оказались разногласия между его руководителями и их соперничество в борьбе за власть. Существенную роль в разгроме восставших сыграла также помощь правительству Мориниго деньгами, оружием и боеприпасами со стороны Аргентины и США. Более того, американский военный атташе в Парагвае лично руководил операциями правительственных войск. Позднее в одном из своих документов[какой?] компартия подчеркнула, что «главным врагом парагвайского народа остаётся империализм США, который постоянно вмешивается во внутренние дела страны».
После окончания гражданской войны вооружённые отряды «Гион Рохо» развернули жесточайший террор по всей стране. Преследовались не только побежденных участников боевых действий, но и все, кто не был сторонником правительства. «Колорадо» была объявлена официальной партией, все остальные политические организации были запрещены. Итоги войны способствовали консолидации крайне правых сил и приблизили установление в Парагвае стронистского режима во главе с Альфредо Стресснером.
В результате гражданской войны 1947 года в Парагвае было убито 55 тыс. человек. До 50 тыс. погибших составили мирные жители. 5 тыс. человек были брошены в тюрьмы и 150 тыс. парагвайцев эмигрировало из страны. Это стало началом раскола парагвайского общества, единство которого было восстановлено только с приходом демократии в 1989 году.